# Ergani
Ergani este un oraș din Turcia.